# Joaquín Suárez
Joaquín Luis Miguel Suárez de Rondelo y Fernández (Canelones, Virreinato del Río de la Plata, 18 de agosto de 1781 - Montevideo, 26 de diciembre de 1868) fue un político uruguayo, prócer de la independencia y Presidente de Uruguay.

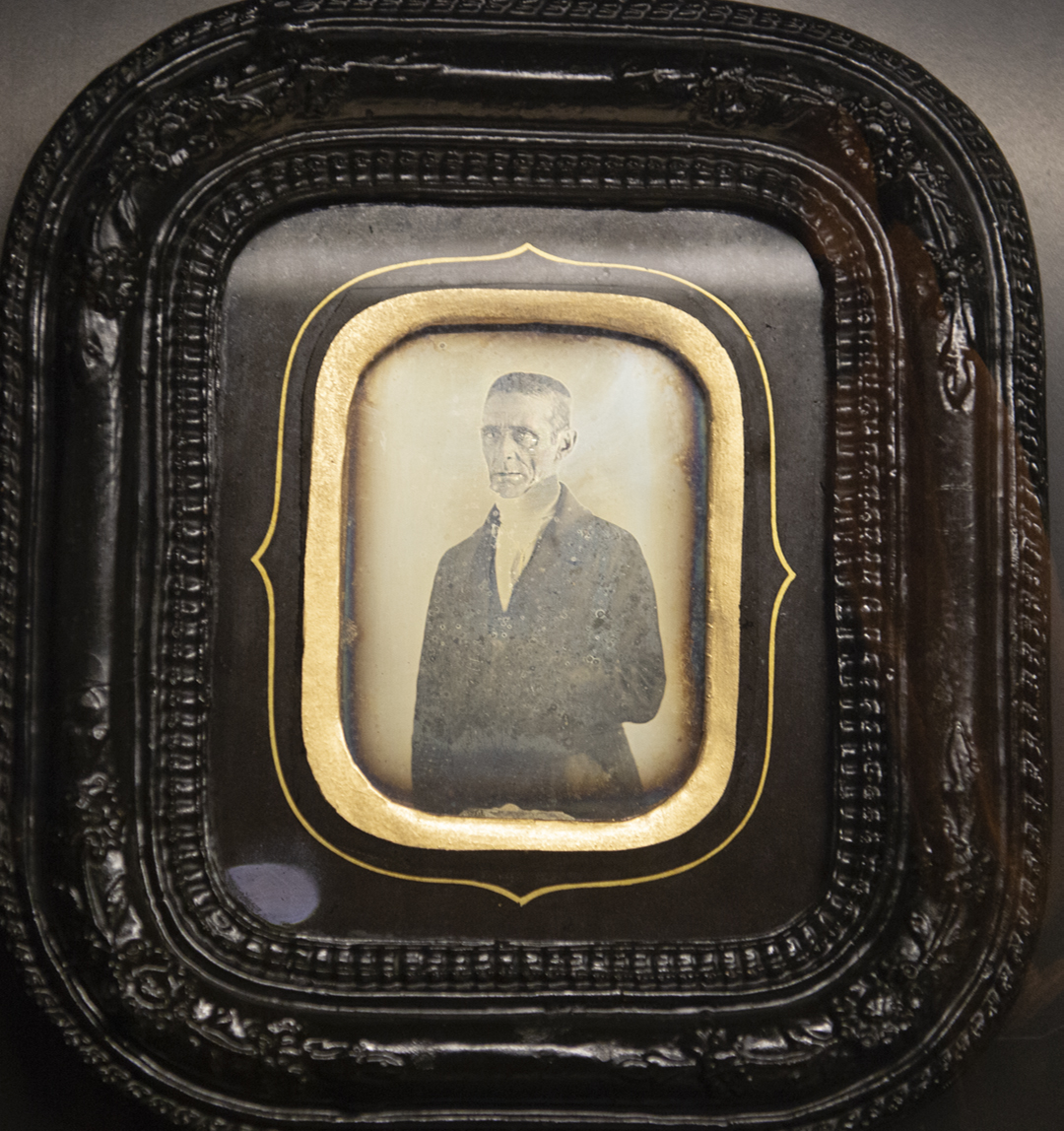
Joaquín Luis Miguel Suárez de Rondelo y Fernández, Daguerrotipo tomado de una exposición en Montevideo el 6 de octubre de 2019.

## Contexto familiar

### Su padre
Su padre Bernardo Suárez del Rondelo fue uno de los primeros pobladores de la muy joven Villa del Guadalupe del Canelón, allá por fines del siglo XVIII. Establecido en estas tierras, y seguramente a través de un trabajo arduo del único medio de subsistencia de un recién llegado al medio rural, como lo era el de la tierra, llegó a ser un hacendado con un importante capital, quien a decir de Andrés Lamas, fue respetado por su honradez.
Bernardo Suárez llegó a ser una persona muy respetada, quien obtuvo ciertos cargos y honores. Por ejemplo: obtuvo el grado de Capitán del Ejército Español debido a su actuar en la guerra contra los portugueses; cuando Canelones se convirtió en un paraje importante por su creciente población, se constituyó el primer Cabildo en el año 1782, donde Bernardo Suárez fue elegido para desempeñar el cargo de Alguacil Mayor. También se desempeñó en la faena en un campo que obtuvo en Cerro Largo, lo cual le sirvió para extender su persona por la campaña, haciéndose conocido más allá de Guadalupe. Debido a su actuar como hombre de campo o latifundista, y su posición importante como hacendado de la campaña, fue nombrado diputado del Gremio de Hacendados frente a la Junta Económico Directiva del Cuerpo de Hacendados en 1805.
También tuvo importante participación en la fundación de la Villa de San Fernando de la Florida, debido a su cercanía e importancia en los alrededores de dicha zona.
Puede insinuarse que la adhesión del futuro Joaquín a la causa independentista, también proviene de su padre, quien en ocasión de la guerra de las Provincias Unidas del Río de la Plata contra el Imperio del Brasil entre 1825 y 1828, permitió que se estableciera el Cuartel General en las cercanías de su estancia en Cerro Largo, así como el permiso que le brindó a estas fuerzas para hacerse de la cantidad que necesitara de cabezas de ganado. Esta situación puede brindar este rasgo de la personalidad paterna de Joaquín, y es muy factible que esta muestra documentada de mediados del siglo XIX haya podido significar en los primeros años de su vida, un apuntalamiento de los valores emancipadores que, posteriormente llevó adelante.
La relación establecida entre padre e hijo siempre fue muy amena, como lo muestran la comunicación epistorlar que ambos mantuvieron.
En 1780, Bernardo Suárez contrae matrimonio con María Fernández, nacida en Montevideo, y el 18 de agosto de 1781 nace Joaquín Luis Miguel Suárez, quien vivió en el medio rural hasta que sufrió la muerte de su madre cuando tenía trece años de edad. Este hecho lo llevó a unirse aún más a su padre, con quien se trasladaron a Montevideo, donde recibió educación.
Con el pasar de los años se dedicó al comercio, actividad que tenía gran y joven pujanza en el Montevideo de entonces; administró algunas propiedades rurales de su padre lo cual lo pusieron nuevamente en contacto con la campaña.

### Su esposa

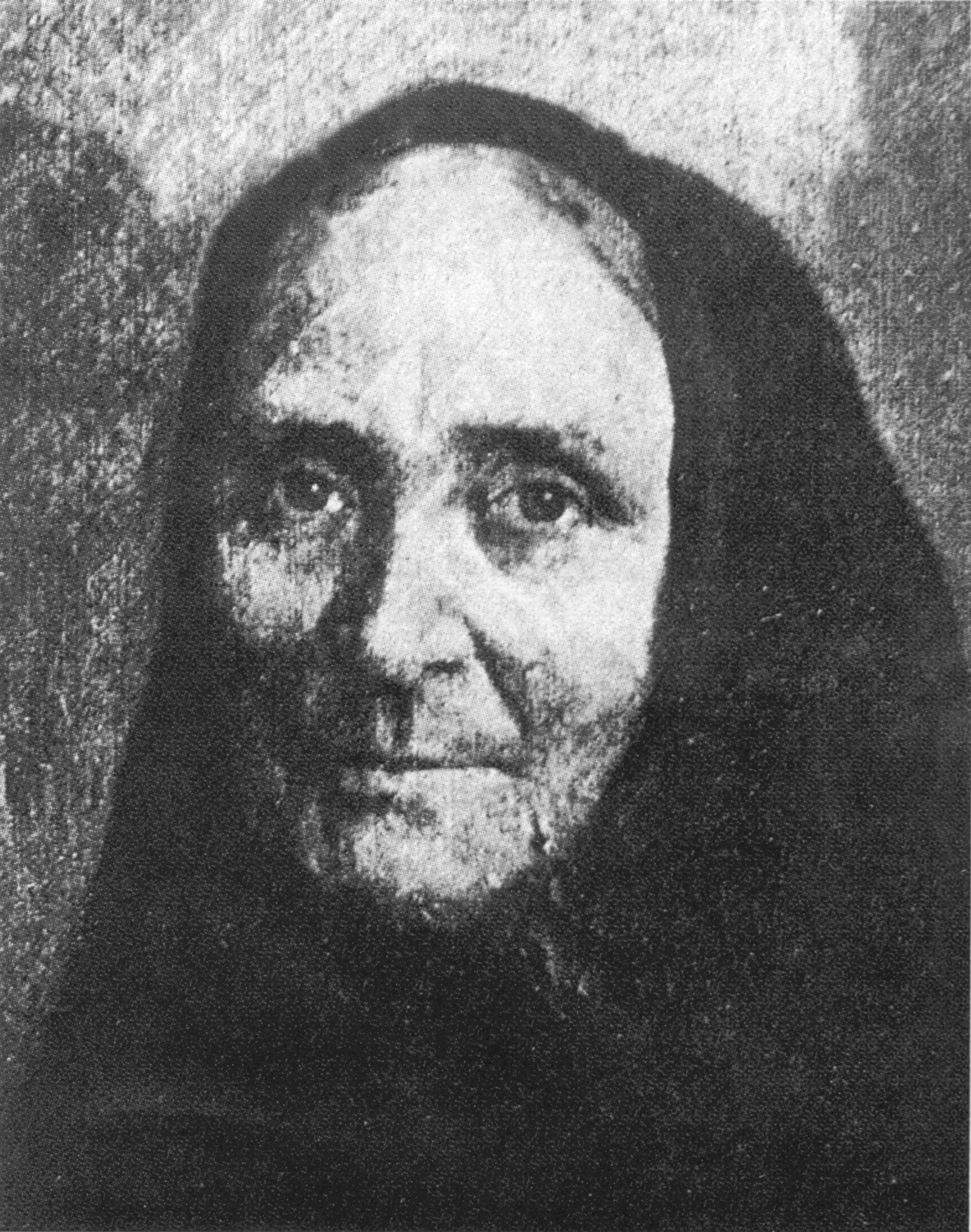
María Josefa Álamo, esposa de Joaquín Suárez.

En 1806 Joaquín se casa con María Josefa Álamo (n. 19 de marzo de 1787 - m. 19 de junio de 1890), en la Villa de Guadalupe. El primer pabellón nacional, según la historia recogida por la familia Suárez, fue bordado por su propia esposa Josefa, para ser luego izado por primera vez por su marido el 1 de enero de 1829.
Junto a Josefa, Joaquín se convierte en padre de 8 hijos, dos de los cuales fallecen al poco tiempo de haber nacido.
Físicamente, Joaquín era una persona de estatura baja, de facciones regulares, con pómulos algo pronunciados, cabello fuertemente emplazado, prolongada frente que ostentaba un lobanillo en su parte media y central, con cuerpo delgado pero fuerte. Se puede decir que dicha descripción resulta fidedigna, debido a que presenta a un hombre común, nada idealizado.
A modo de resumen se ha podido apreciar la figura de gran influencia de su padre, el medio en donde se forjó, y algunos caracteres significativos de su vida privada.

### Descendencia
El matrimonio Suárez-Álamo tuvo una nutrida descendencia: Felipe Bernardo, Margarita Zenobia, José Bernardo, María de la Natividad, Pedro Joaquín, Pedro Lindoro, Bernardina Rosalía y Juan Francisco. De ellos, a su vez, descienden numerosas personalidades del acontecer público uruguayo, entre otros:
- Alejandro Végh Villegas, ministro de economía (descendiente de José Bernardo);
- Cesáreo Villegas Suárez, tataranieto.
- María Julia Pou Brito del Pino, primera dama y senadora (también descendiente de José Bernardo);
- su hijo Luis Alberto Lacalle Pou, presidente de la República desde 2020.

## Actividad militar
A pesar de que su actividad como militar se destaca a partir de 1811, existen datos documentales que revelan que esta había comenzado previo a esa fecha. Los mismos fueron publicados en el periódico "La Razón" el 3 de mayo de 1910
En la Banda Oriental en 1811 existían varios focos revolucionarios. A modo de ejemplo, pueden mencionarse la actividad de José Artigas en Colonia del Sacramento, de Pedro José Viera y Venancio Benavides en Monte Grande del arroyo Asencio, Francisco Haedo en Villa nueva de Mercedes, Celedonio Escalada en Santo Domingo de Soriano, el de Tomás García de Zúñiga, Ramón Márquez, Pedro Celestino Bauzá, y Joaquín Suárez en Florida y Canelones), y varios más a lo largo de la campaña.
Lo primero a destacar en estos años es la designación de Joaquín como "Capitán de Milicias", por parte del mismo Artigas, al incorporarse a la revolución, y participar con dicho rango en la Batalla de las Piedras. Este nombramiento se debe a lo reconocido que era Suárez y la influencia que tenía sobre esta parte sur de la Banda Oriental, así como el conocimiento de su geografía, característica que compartía con Artigas. Su relación con Artigas puede atribuírsele, entre otros antecedentes, a la designación realizada por los hacendados a Artigas como Guarda General de la Campaña en 1804.
Luego de la Batalla de las Piedras, la cual tuvo enormes repercusiones, Suárez prosigue camino hacia el primer sitio de Montevideo. Su nombramiento como capitán de milicias lleva a que durante el sitio tuviese una presencia importante, y una visión de este hecho de primera mano. Teniendo que levantar el sitio como consecuencia del armisticio firmado con el virrey Elío por la Junta de Buenos Aires, los orientales marchan hacia lo que es conocido históricamente como "el Éxodo Oriental", en el marco del cual Suárez permanece trece meses fuera de su tierra.
En este contexto Suárez junto a otros orientales de importante posición, firmaron un petitorio, solicitando permiso para asentarse en Entre Ríos, dirigida al Gobierno Superior de las Provincias Unidas del Río de la Plata, lo cual demuestra su importancia dentro y también fuera del territorio oriental Cabe destacar que muchos personajes de alta posición social, rechazaron el éxodo, ya que lo veían como una actitud arcaica, bárbara.
Seguido del éxodo participó en el segundo sitio a Montevideo hasta su final hacia junio de 1814. Durante este, se produce una discrepancia que alejó a Suárez de Artigas, debido a que este último decidió abandonar el sitio por discrepancias con Rondeau en enero, mientras que Suárez prosiguió hasta el final en junio.
Culminado el sitio se retiró de su actividad militar, debido a que no quiso participar, o tomar partido en la lucha que se advenía inmediatamente entre las fuerzas porteñas y las antigüistas; dejando las armas, Suárez se adentra en la actividad política.
A modo de culminar estos años, donde Suárez se adentró en la causa revolucionaria, es oportuno citar lo que el mismo Joaquín escribe sobre Artigas en su autobiografía: 

...debo declarar que el General Artigas ha sido el primer patriota oriental, amigo a quien he hecho mis observaciones, y puedo decir que he sido el único que ha oído, si cometió algunos errores no ha sido por ambición miserable, sino por llegar a ver su Patria independiente; en este sentido ha obrado siempre como hombre honrado, jamás faltó a su palabra, no era sanguinario y si muy sensible con los desgraciados".

En las palabras que ofrece Suárez sobre "el General", se puede observar la fidelidad afectiva y el reconocimiento de su actuar, en aciertos y equivocaciones según su punto de vista.

## Dominación Luso-Brasileña
Para ingresar a la vida de Suárez durante la década del veinte es importante ver su actuar y actitud durante y ante la dominación luso-brasileña, que se inicia algunos años antes.
Su reacción primera ante el nuevo invasor es de alejarse de toda actividad pública, retirándose a Guadalupe, rechazando y evitando cualquier cargo ofrecido por los portugueses, actitud que lo diferenció de la posición tomada por algunos de sus antiguos amigos personales.
Fue publicado en "La Prensa Argentina", en un Semanario, el día veintisiete de agosto de 1816, una solicitud suscrita por Miguel Barreiro, Joaquín Suárez, y Pedro María de Taveiro. Dicha publicación realza al pueblo a tomar las armas para detener el avance portugués y proseguir con las victorias logradas durante los cinco años anteriores de enfrentamientos. 

"El mundo entero nos mira con asombro. Corramos a hacernos para siempre el objeto de admiración y respeto universal, haciendo que se cante en el año 16 el nuevo destrozo de los esclavos de un rey, por la victoria de los hombres libres."

Este tipo de actitudes demuestran, a pesar de haberse alejado del terreno militar, el repudio a la dominación de la banda por parte de fuerzas extranjeras.
Cabildante electo por Montevideo en 1816, e iniciada la lucha contra los portugueses invasores, compartió con el Delegado Miguel Barreiro las funciones ejecutivas y evacuó la plaza el 18 de enero de 1817, casi al momento en que llegaban los enemigos.
Uno de los hechos que resume su actitud frente a la dominación portuguesa, así como el respeto que de él tenían las autoridades extranjeras, es la defensa que realizó de Pedro Amigo en el año 1823. Pedro fue acusado por el mismo Barón de Laguna a pena de muerte, debido a que este enfrentó junto a otros, a tropas brasileñas dando de muerte a algunos soldados. Como nadie quiso participar en su defensa, Suárez tomó las riendas. En su alegato de defensa se observa claramente su repudio al dominio extranjero. Destacaré algunas frases sostenidas durante la defensa que demuestran el carácter de Suárez ante el nuevo invasor. Dice que su defendido actuó 

...conducido por la necesidad de defender los derechos de la libertad de su país a que esta obligado por todas las leyes civiles y humanas, defendiendo la causa del pueblo de Montevideo.

 También alega en su defensa que 

...un ciudadano en todo Estado tiene el derecho de aspirar al gobierno mas propicio que haga su bien...

...el amor a la justicia y al bien es un fuerte antemural contra el invasor o contra el tirano...

"Pedro Amigo no ha cometido ni uno (asesinato) ni otro (robo). Dio la orden, es verdad, para matar, hablemos sin embozo, como a enemigos y ladrones."

.
Del extenso alegato, esta síntesis de frases demuestran brevemente el sentir íntimo de Suárez, que no rechaza el actuar de su defendido, sino que lo justifica a través de otro “pecado” aún peor, el de estar sujeto a un poder extranjero. Finalmente Pedro fue ejecutado en la plaza de Canelones, de lo cual se puede extraer que, a pesar de haber realizado una apología contra las autoridades extranjeras, la persona de Suárez no fue producto de agravios de algún tipo. Esto sin lugar a dudas demuestra el respeto que se le mantenía, a pesar de chocar ideológicamente con el Barón de Laguna, y hacerlo público.
Otro hecho de destaque de estos años es su posicionamiento frente a los sucesos de la Cruzada Libertadora  de 1825. Al poco tiempo de la llegada de los "33 Orientales", el General Juan Antonio Lavalleja  viajó a Canelones  para reunirse con Suárez y otras personas con las cuales podía confiar y encontrar apoyo. El apoyo de Suárez debe de estimarse debido al respeto, influencia, y posibilidades económicas que este podría brindar a este movimiento. En lo económico Suárez entregó personalmente a Lavalleja cincuenta mil pesos para que pudiera solventar los gastos militares.

## Actividad política

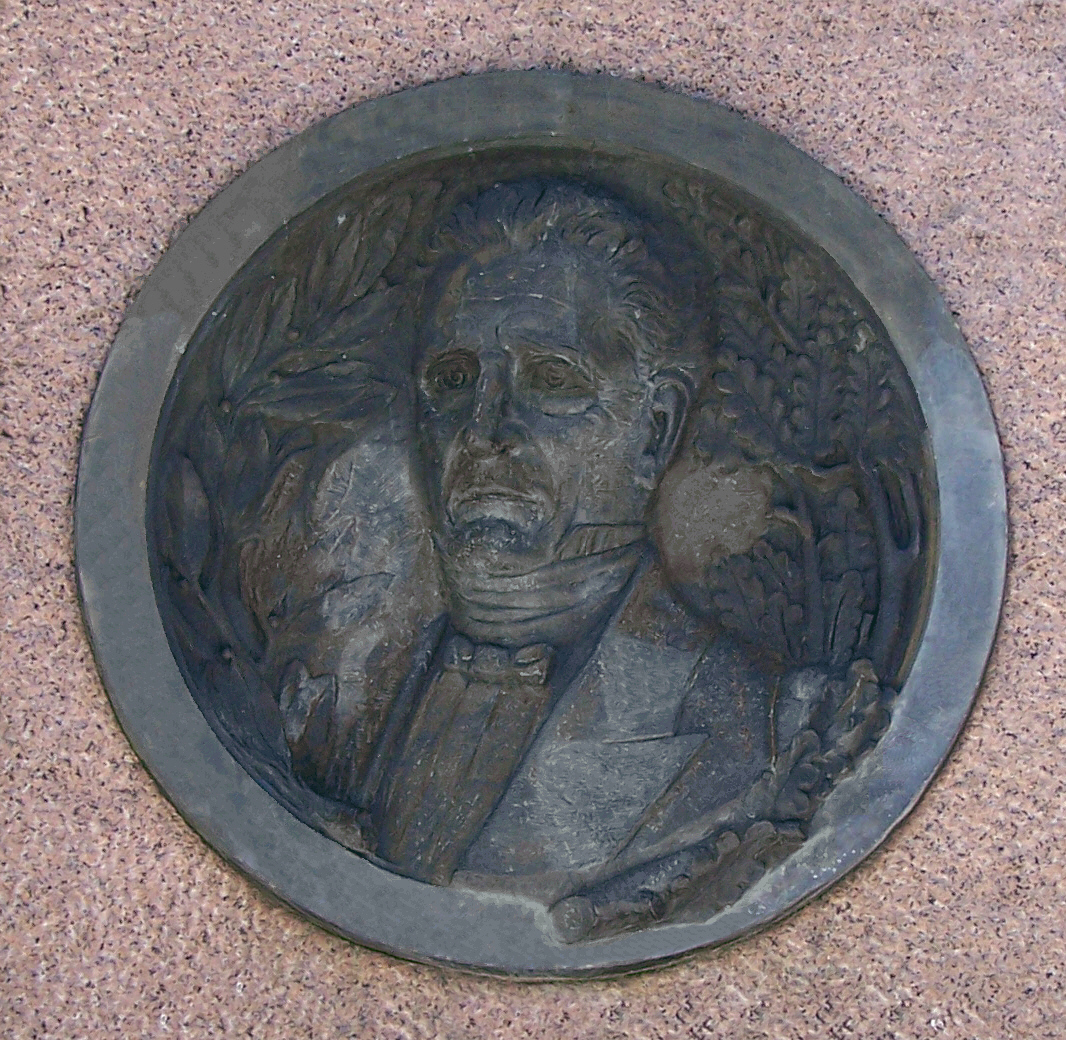
Altorrelieve de Joaquín Suárez, en monumento a la bandera ubicado en Canelones.

En lo político, su actividad fue iniciada en abril de 1813 cuando participó como diputado por Guadalupe, en el Congreso de Tres Cruces.
Más de una década después, en el año 1825, Suárez fue designado Diputado para la Asamblea Constituyente de Florida, electo por Florida. El hecho de ser electo por ese departamento a pesar de que su vida estuvo vinculada directamente a Canelones se da debido a que su padre Bernardo, había sido estanciero de la zona y era una persona conocida y de buena reputación.

De esta manera formó parte nada más y nada menos que la Primera Asamblea Legislativa, estando presente y participando en las resoluciones del 25 de agosto.
En este marco emitió un voto afirmativo ante la ley de Unión; que implicaba la unión con las demás provincias platenses. La respuesta a esta actitud se puede explicar en la consideración de que la mejor opción era potenciar la unión local y evitar todo roce hostil con Buenos Aires y lograr así una alianza común que enfrentase al ejército Imperial Brasileño.
Suárez prosiguió con su labor en la Sala de Representantes, en los meses posteriores al 25 de agosto de 1825, ya que ésta luego de su funcionamiento en la Villa de la Florida del 20 de agosto al 6 de septiembre de ese año, se trasladó a la Villa de San José entre el 27 de diciembre y 13 de febrero del año 1826, un periodo donde se realizaron sesiones extraordinarias también en San José entre el 23 de junio y 17 de julio del mismo año; y finalmente en Canelones entre el 30 de septiembre al 10 de abril de 1827, seguido de un periodo extraordinario del 17 de abril al 12 de octubre, donde la Sala fue disuelta.
Durante el inicio de la Sala, hasta julio del año 26, Suárez desempeñó el cargo de diputado. En dicho intervalo se puede observar algunas actuaciones legislativas de importancia, impulsadas por él, como su propuesta que data del 14 de enero de 1826, para fomentar la agricultura a través de medidas proteccionistas que regulasen los impuestos aplicados al trigo y a la harina. Este proyecto fue aceptado ampliamente y aprobado sin ninguna objeción.
Otro ejemplo de su actividad legislativa durante este periodo se refiere a un informe de la comisión de legislación, realizada por él en conjunto del diputado Chucarro, Gabriel Pereira, entre otros. Este proyecto trató sobre las garantías individuales, donde alguno de los artículos aprobados tuvieron importancia sustancial en el futuro de los derechos y garantías. A modo de resumen, se establece que los individuos solo podían ser arrestados para ser juzgados por la autoridad que le era competente; también que la injuria, sedición, eran crímenes; se decretó la libertad de opinión, ya que se prohibió la censura previa
Estos puntos legislados son ejemplo del pensamiento que compartía Suárez junto con sus colegas de legislatura, sobre la situación de la Provincia, y de los caminos a seguir para regular los derechos y obligaciones de la población, ya que estos se venían distorsionando desde hace muchos años debido al ambiente hostil, y con variaciones de autoridades, donde cada una tenía su punto de vista sobre la cuestión.
El 5 de julio de 1826 en el marco de la partida del General Lavalleja a una campaña militar, el cargo le es delegado a Joaquín Suárez por voto público, convirtiéndose así en gobernador de la Provincia.
Este es quizás el momento más importante en la vida política de este personaje, teniendo en su haber 45 años de edad. Por petición de él, el gobierno se trasladó a Canelones como ya fue mencionado, prosiguiendo la organización administrativa de la Provincia Oriental, creándose y discutiendo leyes y decretos. Ejemplos de este periodo pueden demostrar cuales eran las urgencias más notorias, así como las preocupaciones de Suárez al respecto: el 2 de enero de 1827 se estableció el Registro Oficial de Leyes y Decretos; el 10 de enero se decretó sobre garantías de la Seguridad Nacional, y la creación de la Contaduría de la Provincia; el 24 de enero se organizaron las Cárceles; el 25 de enero se organizó la Policía; el 5 de febrero se reorganizaron las Cárceles; el 5 de marzo se creó el Archivo General de la Provincia. A partir de dicha resolución se inició entre marzo y abril la organización de la Administración de Justicia: el 27 de marzo se establecieron disposiciones sobre los Escribanos; el 3 de abril sobre los Jueces de Paz, y Defensores de Menores; el 7 de abril sobre Tribunal de Apelación; el 9 de abril se creó la Ley de libertad de imprenta; el 16 de mayo se creó la primera Escuela Normal para la formación de maestros, y se organizaron las escuelas de campaña.
Esta actividad legislativa demuestra la incesante labor durante el corto periodo en que Suárez tuvo el mando político; conformando para algunos autores una de las asambleas legislativas más importantes de toda la historia del Uruguay, la cual con errores y aciertos sentó las bases de la futura República.
Concluyendo con este periodo fructífero y de gran importancia en la vida de Suárez, cabe mencionar la disolución de la segunda legislatura por parte de Lavalleja el 12 de octubre de 1827. Sobre este punto es de destacar la actitud sostenida por Suárez ante la nota escrita por Lavalleja dirigida hacia él, para que de reasunción del Gobierno de la Provincia y el cese de la Sala de Representantes, en su persona. Ante ello Suárez contestó que solo suspendería su ejercicio si el mismo órgano que lo eligió, se lo solicitara. Por tal circunstancia Joaquín tuvo que dejar el Gobierno a la fuerza, por la intervención violenta llevada a cabo por Lavalleja y Oribe.
Quizás pueda llamar la atención la divergencia de la relación Suárez-Lavalleja, desde la amistad, o relación de respeto, hasta este enfrenamiento final y cruces de intereses. Pero se deben tener en cuenta que el proceder de ambos se debe a personalidades totalmente diferentes, donde Lavalleja se comportaba no como político, sino como militar, mientras que Suárez se comportaba, debido a su distinta formación y vocación, siguiendo lo que consideraba actuaría en favor de las instituciones que se estaban forjando. Estas personalidades particulares los llevan a diferenciarse en las visiones que ambos poseían en 1827, lo que constituye una suerte de repetición de su alejamiento con Artigas.
De todas maneras Suárez no se alejó de la escena pública, y el 22 de noviembre de 1828 se instaló en San José la Asamblea General Constituyente y Legislativa del Estado, la cual posteriormente funcionaria en Canelones y luego en la Aguada, finalizando su traslado y trabajo en la ciudad de Montevideo hacia 1930. Suárez en tal trascendental acontecimiento fue elegido diputado por el departamento de Soriano, y luego elegido para el cargo de segundo Vicepresidente.

### Gobernador provisorio

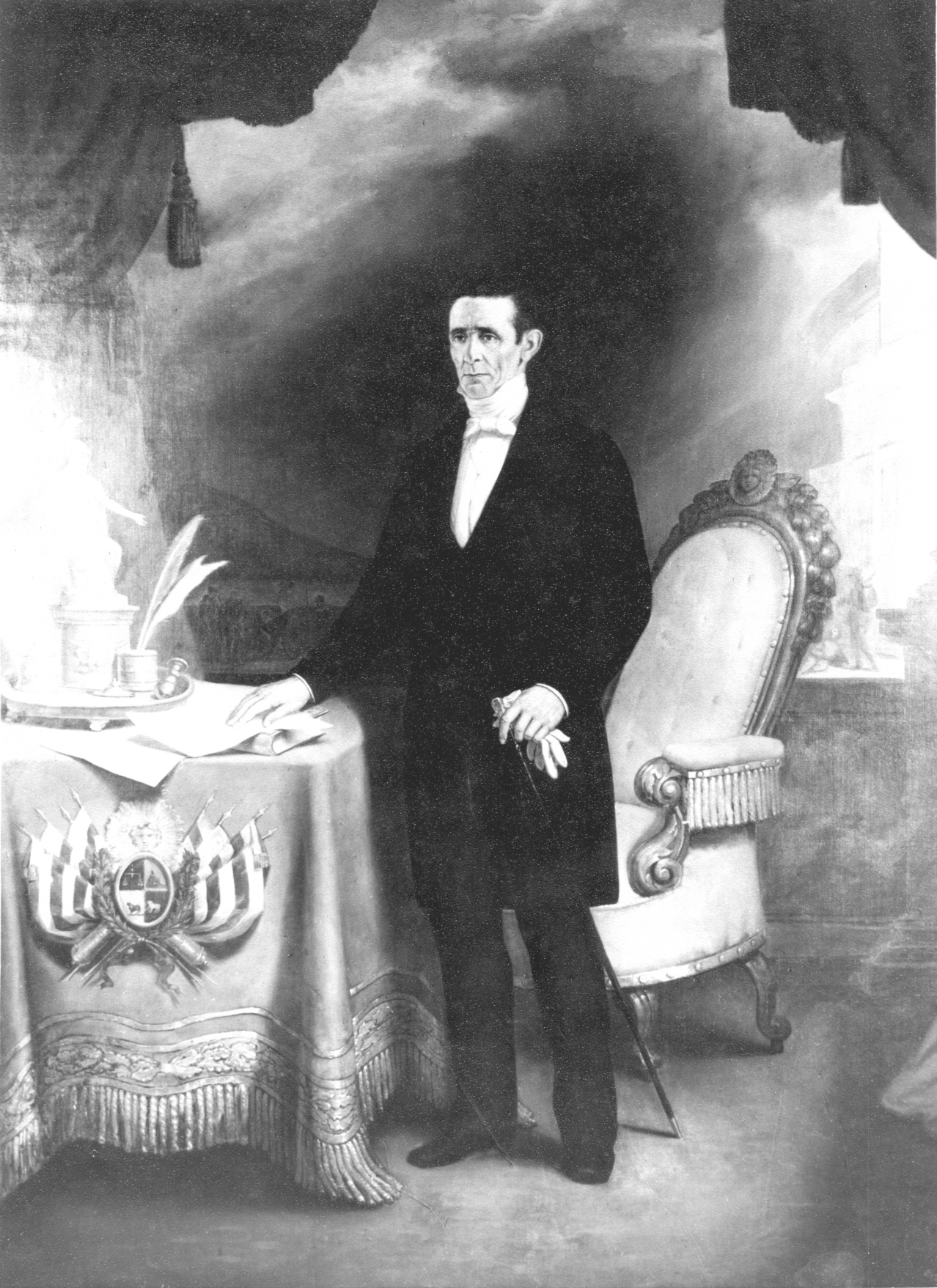
Joaquín Suárez.

Una de las primeras medidas tomadas por la Asamblea fue la de crear un Gobierno Provisorio y elegir el gobernador del Estado, optando por José Rondeau. Como este se encontraba fuera del país, se designó a Suárez como sustituto provisorio, por lo cual nuevamente ocupó un cargo de gobierno de gran importancia. Dicho cargo lo desempeñó durante un breve periodo, entre el 1 de diciembre al 22 del mismo mes.
De todas maneras a pesar del breve lapso en que ocupó ese cargo, Suárez tomo iniciativa en resoluciones de importancia: la primera a mencionar es el decreto del día 13 de diciembre, donde queda por ley el cese de las autoridades extranjeras
Otro decreto dentro de este breve lapso es la ley de creación del pabellón nacional, el 18 de diciembre.
El proceso de creación del pabellón, se inició con un proyecto presentado por Suárez el 17 de enero de 1828 ante la Asamblea, donde destacaba la urgente necesidad de crear un pabellón que represente a todos los ciudadanos del Estado; con el transcurrir del tiempo cobró suma importancia hasta su promulgación como ley el 18 de diciembre. Ese día fue decretado en sesión compuesta por 26 diputados, con la ausencia de otros 10 diputados.
En la Banda Oriental  se izaron varios pabellones como el del Reino de España, el del Reino de Portugal, el Union Jack británico, el de  las Provincias Unidas, el de Artigas, el del Imperio de Brasil, el de la Cruzada Libertadora (tricolor), el de la Florida (tricolor), el de las Provincias Unidas izado en San José, el de 9 franjas azul celestes, y el definitivo de 4 franjas azules a partir de 1830.
El pabellón creado por entonces fue el compuesto por nueve franjas de color azul celestes horizontales (debido a los nueve departamentos en que estaba dividido el territorio oriental), alternadas con fondo blanco, donde en el ángulo superior del lado del asta tenía un recuadro con un Sol.
Este pabellón fue creado oficialmente en Canelones, y Suárez tuvo el gran honor de levantarlo por vez primera. La tradición cuenta que el primer pabellón fue hecho por su esposa Josefa Álamo, en conjunto con otras mujeres del ámbito patricio.
La ceremonia de bendición de la Bandera fue realizada en la Iglesia Matriz de Montevideo el 1 de enero de 1829. Finalizada toda la ceremonia religiosa previa, el primer pabellón patrio fue izado frente a la misma Iglesia, ante exclamaciones de júbilo de los presentes, y detonaciones de artillería de los buques anclados en el puerto.
Casi simultáneamente en Canelones, otra celebración similar se realizó, en la cual el pabellón fue izado por Suárez.
Breve fue el desempeño de este cargo, pero cabe la mención de la importancia y respeto que mantenía Suárez en la órbita política, para que se lo considerara de tal manera. Asimismo se advierte de ello que su anterior actuar político fue visto muy bien, y que no ameritó objeción alguna, a pesar de su violenta salida.
En junio de 1829 Suárez se alejó de la Asamblea por motivos de salud, por lo cual no participó en la conformación del texto constitucional que fue sancionado el 10 de septiembre de 1829. Por el motivo citado, la Asamblea aceptó su renuncia, con sus debidos honores: 

Al tomar esta resolución la Honorable Asamblea ha tenido bien presentes los importantes servicios que el Sr. Joaquín Suárez ha prestado al País, y en consecuencia ha ordenado al que suscribe manifestarle sus mas expresivos agradecimientos por el Patriotismo, celo y desinterés en el desempeño de los diversos cargos con que sus conciudadanos le han distinguido en diferentes épocas.

## Actividad a partir de 1830
El 19 de septiembre de 1831 fue convocado por el presidente Fructuoso Rivera para desempeñar el cargo de Ministro de Gobierno y Relaciones Exteriores, función a la que renuncia el 7 de noviembre de ese mismo año por no querer aprobar y firmar determinadas resoluciones que no compartía.
Fue elegido en 1834 como diputado por Montevideo para la 2.ª legislatura de la Cámara de Representantes, y al concluir su término fue elegido senador por Cerro Largo.
En 1838 fue miembro de la Comisión Pacificadora que dio fin a la revolución riverista produciendo la renuncia de Manuel Oribe a la presidencia el 22 de octubre de ese año.
El 15 de febrero de 1839 resultó elegido Presidente del Senado, en virtud de lo cual, ausente en campaña el general Rivera, pasó por primera vez al ejercicio de la Presidencia para desempeñarla casi un año. En 1842 promulga la ley aboliendo la esclavitud. A fines de ese año, el desastre militar de Rivera frente al ejército de Juan Manuel de Rosas en la batalla de Arroyo Grande abrió las puertas del país a la invasión del general Manuel Oribe que, al frente de sus tropas uruguayo-argentinas, pudo llegar a las puertas de Montevideo, en febrero de 1843.
En 1844 participa en la Apertura de la Casa de la Moneda acuñándose la primera moneda nacional; en 1845 reglamentó los requisitos para poder ejercer la Medicina y Cirugía, así como reconoció la Independencia de la República del Paraguay.
En los ocho años de la Guerra Grande fueron abundantes los episodios de los que no se excluyen ni revoluciones, como la riverista de abril de 1846, ni motines de tropas, ni brotes de traición.
Andrés Lamas, uno de los integrantes del gobierno que presidió, escribió de él: "Rosas y Oribe apellidaban de salvajes e inmundos unitarios a todos a sus enemigos; pero su única excepción cuando a él se referían siempre era Don Joaquín Suárez".
En 1846 en ocasión del cese de funciones de la V Legislatura, creó la Asamblea de Notables y el Consejo de Estado, presidido por Alejandro Chucarro que oficiaron como Poder Legislativo. En 1847 fundó el Instituto de Instrucción Pública; en 1848 declaró la libertad de enseñanza; en 1850 la Asamblea de Notables declaró que merecía por el bien de la patria la suma de 50.000 patacones del Tesoro Público, los cuales no aceptó.

### Gabinete de gobierno
| Ministerio                       | Nombre                           | Período     |
| -------------------------------- | -------------------------------- | ----------- |
| Gobierno y Relaciones Exteriores | Santiago Vázquez                 | 1843 - 1846 |
| Gobierno y Relaciones Exteriores | Francisco Magariños              | 1846 - 1847 |
| Gobierno y Relaciones Exteriores | Alejandro Chucarro               | 1847        |
| Gobierno y Relaciones Exteriores | Miguel Barreiro                  | 1847        |
| Gobierno y Relaciones Exteriores | Manuel Herrera y Obes            | 1847 - 1852 |
| Hacienda                         | Andrés Lamas                     | 1843 - 1844 |
| Hacienda                         | Santiago Sayago                  | 1844 - 1847 |
| Hacienda                         | José de Béjar                    | 1847 - 1852 |
| Guerra y Marina                  | Melchor Pacheco y Obes           | 1843 - 1844 |
| Guerra y Marina                  | Rufino Bauzá                     | 1844 - 1845 |
| Guerra y Marina                  | Francisco Sinforiano Muñoz       | 1845 - 1846 |
| Guerra y Marina                  | José Antonio Costa               | 1846 - 1847 |
| Guerra y Marina                  | Francisco Sinforiano Muñoz       | 1847        |
| Guerra y Marina                  | Manuel Correa                    | 1847        |
| Guerra y Marina                  | Lorenzo Batlle                   | 1847 - 1851 |
| Guerra y Marina                  | José de los Reyes Brito del Pino | 1851 - 1852 |

## Últimos años

Monumento homenaje a Joaquín Suárez cuando estaba ubicado en la Plaza Independencia. Año 1896.

En 1851 disolvió la Asamblea de Notables y creó el Tribunal Militar Superior.
Firmó el Tratado de Paz que culminó con el asedio a Montevideo después de 9 años el 8 de octubre de 1851, y fue condecorado por el Emperador del Brasil con la Gran Cruz de la Orden de Cristo.
Cuando se volvió al régimen constitucional el 15 de febrero de 1852, Suárez resignó su mando en el presidente del Senado Bernardo Prudencio Berro, por motivos de salud. Se retiró entonces a la vida privada, a su casa-quinta del paraje montevideano del Arroyo Seco, semi arruinada por la guerra.
En 1854 fue elegido senador por Canelones, y luego diputado por Montevideo en 1858, pero su poca salud lo obligó a dimitir con lo cual pasó penurias económicas. Le votaron en 1861 una pensión la cual debido a constantes apuros de la hacienda pública casi nunca la cobraba.
En 1862 con ochenta años de edad presidió la Comisión Vecinal encargada por la Junta Administrativa de las Escuelas del Reducto y Paso Molino; en 1866 con ceguera y culminando su vida preside funerales celebrados en la Iglesia Matriz en recuerdo de los Mártires de Quinteros.
Falleció el 26 de diciembre de 1868 a los 87 años de edad y es sepultado en la Catedral de Montevideo, al lado de la tumba del general Fructuoso Rivera.
Una ley de 1881 le decretó una estatua, la cual fue alzada en la Plaza Independencia en 1896 y luego trasladada a la actual plaza que lleva su nombre en el solar donde antes asentara su quinta, en una bifurcación de la avenida Agraciada con la avenida hoy llamada Joaquín Suárez.